# Corazón espinado
«Corazón Espinado» es una canción de Santana en colaboración con Maná. La canción fue escrita, producida e interpretada por Fernando Olvera, y coproducido por Álex González. Fue publicada en el álbum Supernatural de Santana en 1999, y se convirtió en un gran éxito en países de habla hispana. Ganó los premios Disco del Año y Mejor Interpretación rock por un Dúo o Grupo los Premios Grammy Latinos 2000. Además, Santana y Maná interpretaron la canción en los Grammy Latinos.

## Posiciones en la lista
| Listas (2000)                  | Posición |
| ------------------------------ | -------- |
| US Billboard Latin Pop Airplay | 22       |
| Swiss Singles Chart            | 39       |
| Dutch Singles Chart            | 89       |
| Italian Singles Chart          | 14       |

## Versión de Mayré Martínez
En agosto de 2006, Mayré Martínez ganador de Latin American Idol interpretó la canción en el sexto concierto, y se convirtió en una de sus actuaciones icónicas, ya que era la primera vez que mostró su voz  en el programa. En febrero de 2007, su sitio web oficial lanzó una encuesta para los aficionados a decidir qué canción querían tener en el  radio de su disco debut, soy Mi Destino, la canción ganadora fue  "Corazón Espinado". En los últimos días de julio de 2007, la canción ganó fuertes Airplay de radio en toda América Latina. Mayré realiza el seguimiento en el episodio de tercer curso de la segunda temporada de Latin American Idol, donde también presentó su primer álbum.
- Datos: Q5169678